# Бобір Абдіхоліков
Бобір Алішер-огли Абдіхоліков (узб. Бобур Алишер оглы Абдихолиқов, нар. 23 квітня 1997, Касан, Узбекистан) — узбецький футболіст, нападник клубу «Ордабаси» та збірної Узбекистану.

## Клубна кар'єра
Народився в місті Касан, Кашкадар'їнська область. Вихованець «Насафу», до складу першої команди клубу нападника перевели в червні 2015 року. 12 червня 2015 року дебютував у дорослому футболі в матчі кубку Узбекистану в поєдинку проти «Октепи», в якому на 85-ій хвилині замінив Акрамджона Бахтрітдінова. У додатковий час відзначився голом й приніс перемогу своїй команді з рахунком 2:1. У дебютному для себе сезоні зіграв 4 матчі, в яких відзначився 2-ма голами. Дебютним голом у Суперлізі відзначився 11 квітня 2016 року у нічийному (1:1) поєдинку 4-го туру проти ташкентського «Пахтакора».
У наступному сезоні 2017 року відзначився вдвічі більше, 8-ма голами в 21-му матчі. У сезоні 2018 став одним з найкращих бомбардирів узбецького чемпіонату, відзначився 13 голами у 27 матчах, у тому числі й 8-ма — у раунді плей-оф на виліт. Після найуспішнішого для себе сезону 2018 року наступний сезон провів не так яскраво, відзначився трьома голами в 20-ти поєдинках чемпіонату. У скороченому сезоні 2020 року знову продемонстрував бомбардирський хист, в якому став другим найкращим бомбардиром ліги, відзначився 17 голами у 23 матчах, поступившись лише сербському ветерану Драґану Черану з ташкентського «Пахтакора» (20 голами).
19 лютого 2021 року підписав 3-річний контракт з «Рухом». 18 травня, так і не дебютувавши за основну команду «жовто-чорних», розірвав угоду з клубом за спільною згодою сторін.

## Кар'єра в збірній
У травні 2017 року Бобір вперше зіграв за олімпійську збірну Узбекистану. У січні 2018 року разом з вище вказаною збірною виграв Молодіжний чемпіонат Азії в Китаї, на якому зіграв у всих матчах своєї команди, але здебільшого виходив на поле в кінцівці матчів, де грав разом з капітаном команди Загібіллою Уринбаєвим. Того ж року на Азійських іграх відзначився 1 голом у 4-ох матчах. Наступного року залишався основним гравцем під керівництвом тренера Равшана Хайдарова, а також поїхав на молодіжний чемпіонаті Азії 2020, де відзначився одним голом у шести матчах. За олімпійську збірну відзначився понад 20-ма голами, завдяки чому став одним з найкращих бомбардирів у вище вказаній категорії у новітній історії.
У футболці національної збірної Узбекистану дебютував 8 червня 2018 року в програному (0:3) товариському матчі проти Уругваю, в якому в другому таймі замінив Загібіллу Уринбаєва.

## Статистика виступів

### Клубна
Станом на 16 грудня 2020
| Клуб              | Сезон             | Ліга                  | Ліга  | Ліга | Нац. кубок | Нац. кубок | Кубок ліги | Кубок ліги | Конт. кубки | Конт. кубки | Інші  | Інші | Загалом | Загалом |
| Клуб              | Сезон             | Дивізіон              | Матчі | Голи | Матчі      | Голи       | Матчі      | Голи       | Матчі       | Голи        | Матчі | Голи | Матчі   | Голи    |
| ----------------- | ----------------- | --------------------- | ----- | ---- | ---------- | ---------- | ---------- | ---------- | ----------- | ----------- | ----- | ---- | ------- | ------- |
| «Насаф»           | 2015              | Суперліга Узбекистану | 1     | 0    | 3          | 2          | -          | -          | -           | -           | -     | -    | 4       | 2       |
| «Насаф»           | 2016              | Суперліга Узбекистану | 18    | 4    | 5          | 2          | -          | -          | 6           | 2           | -     | -    | 29      | 8       |
| «Насаф»           | 2017              | Суперліга Узбекистану | 21    | 8    | 2          | 0          | -          | -          | 2           | 0           | -     | -    | 25      | 8       |
| «Насаф»           | 2018              | Суперліга Узбекистану | 27    | 13   | 1          | 0          | -          | -          | 7           | 2           | -     | -    | 35      | 15      |
| «Насаф»           | 2019              | Суперліга Узбекистану | 20    | 3    | 4          | 1          | 0          | 0          | 0           | 0           | -     | -    | 24      | 4       |
| «Насаф»           | 2020              | Суперліга Узбекистану | 25    | 17   | 3          | 0          | -          | -          | -           | -           | -     | -    | 28      | 17      |
| «Насаф»           | Загалом           | Загалом               | 112   | 45   | 18         | 5          | 0          | 0          | 15          | 4           | -     | -    | 145     | 54      |
| «Рух» (Львів)     | 2020–21           | Прем'єр-ліга України  | 0     | 0    | 0          | 0          | -          | -          | -           | -           | -     | -    | 0       | 0       |
| Усього за кар'єру | Усього за кар'єру | Усього за кар'єру     | 112   | 45   | 18         | 5          | 0          | 0          | 15          | 4           | -     | -    | 145     | 54      |

1. 1 2 3  Матчі та голи в Лізі чемпіонів АФК

## Досягнення

### Клубні
- Володар Кубка Узбекистану (1):

«Насаф»: 2015
- Володар Суперкубка Узбекистану (1):

«Насаф»: 2016, 2024
- Чемпіон Казахстану (1):

«Ордабаси»: 2023
- Чемпіон Узбекистану (1):

«Насаф»: 2024

### Збірні
Узбекистан U-23
- Молодіжний чемпіонат Азії
  -  Чемпіон (1): 2018

### Особисті
- Найкращий бомбардир Білоруської футбольної вищої ліги: 2022